# Wilkesboro
Wilkesboro is een plaats (town) in de Amerikaanse staat North Carolina aan de Yadkin-rivier, tegenover North Wilkesboro. Wilkesboro valt bestuurlijk gezien onder Wilkes County.
De plaats is waarschijnlijk het meest bekend van het jaarlijkse festival MerleFest.

## Demografie
Bij de volkstelling in 2000 werd het aantal inwoners vastgesteld op 3159.
In 2006 is het aantal inwoners door het United States Census Bureau geschat op 3195, een stijging van 36 (1,1%).

## Geografie
Volgens het United States Census Bureau beslaat de plaats een oppervlakte van
14,3 km², geheel bestaande uit land. Wilkesboro ligt op ongeveer 404 m boven zeeniveau. De plaats ligt op de zuidelijke oever van de rivier de Yadkin, recht tegenover North Wilkesboro.

## Geboren
- Zach Galifianakis (1 oktober 1969), acteur

## Plaatsen in de nabije omgeving
De onderstaande figuur toont nabijgelegen plaatsen in een straal van 12 km rond Wilkesboro.